# K-Jee
K-Jee è un singolo del gruppo funk statunitense The Nite-Liters, estratto dall'album del 1971 Morning, Noon & the Nite-Liters.
Scritto da Harvey Fuqua e Charlie Hearndon, ha raggiunto la 17ª posizione della classifica R&B di Billboard e la 39ª posizione della Billboard Hot 100.

## Cover
- Nel 1975 i MFSB hanno coverizzato la canzone nel loro album Universal Love; quest'ultima versione è poi comparsa nella colonna sonora de La febbre del sabato sera (1977).